# Darren Winter
Darren Winter (* 20. Januar 1970) ist ein ehemaliger australischer Radrennfahrer.

## Sportliche Laufbahn
Winter war im Bahnradsport aktiv. Bei den Bahnradsport-Weltmeisterschaften in Maebashi 1990 wurde er gemeinsam mit Stephen McGlede, Brett Aitken und Mark Kingsland Dritter in der Mannschaftsverfolgung.
1989 wurde er australischer Vize-Meister in der Einerverfolgung der Amateure hinter Clayton Stevenson, 1990 hinter Mark Kingsland. Bei den Commonwealth Games 1990 kam er mit dem australischen Bahnvierer auf den zweiten Rang, in der Einerverfolgung wurde er Dritter.